# Vertigen (D'entre els morts)
|  | «Vertigo» redirigeix aquí. Vegeu-ne altres significats a «Vertigo (desambiguació)». |

Vertigen (D'entre els morts) (títol original en anglès: Vertigo) és una pel·lícula estatunidenca d'Alfred Hitchcock, que combina suspens i ciència-ficció catastrofista. També es pot considerar com un thriller psicològic sobre la culpa, el record i la inestabilitat mental.
L'estrena mundial es va fer el 1958, en el Festival Internacional de Cinema de Sant Sebastià. És protagonitzada per James Stewart i Kim Novak, que interpreta un doble paper. La pel·lícula inclou algunes innovacions formals, com ara l'ús del zoom, molt característiques del director anglès. Segons la crítica, és una de les millors pel·lícules del mag del suspens. El seu guió està basat en la novel·la D'entre els morts de Pierre Boileau i Thomas Narcejac. La pel·lícula va ser nominada a dos Oscars: a la millor direcció artística i al millor so.
Aquesta pel·lícula ha estat doblada i subtitulada al català.

## Argument
L'inspector de San Francisco Scottie Ferguson sofreix de vertigen i es veu obligat a retirar-se del servei quan un company cau d'una cornisa al buit, durant la persecució d'un delinqüent. Un dia rep una trucada de Gavin Elster, un antic company de classe, milionari, que li demana que vigili discretament la seva esposa Madeleine, que sembla estar posseïda per l'esperit de la seva besàvia, Carlota Valdés, morta cent anys abans. Després de seguir-la i observar-la durant uns dies, Ferguson s'obsessiona amb Madeleine. A partir d'aquell moment es veu embolicat en una trama de la qual ja no en pot sortir.

## Repartiment

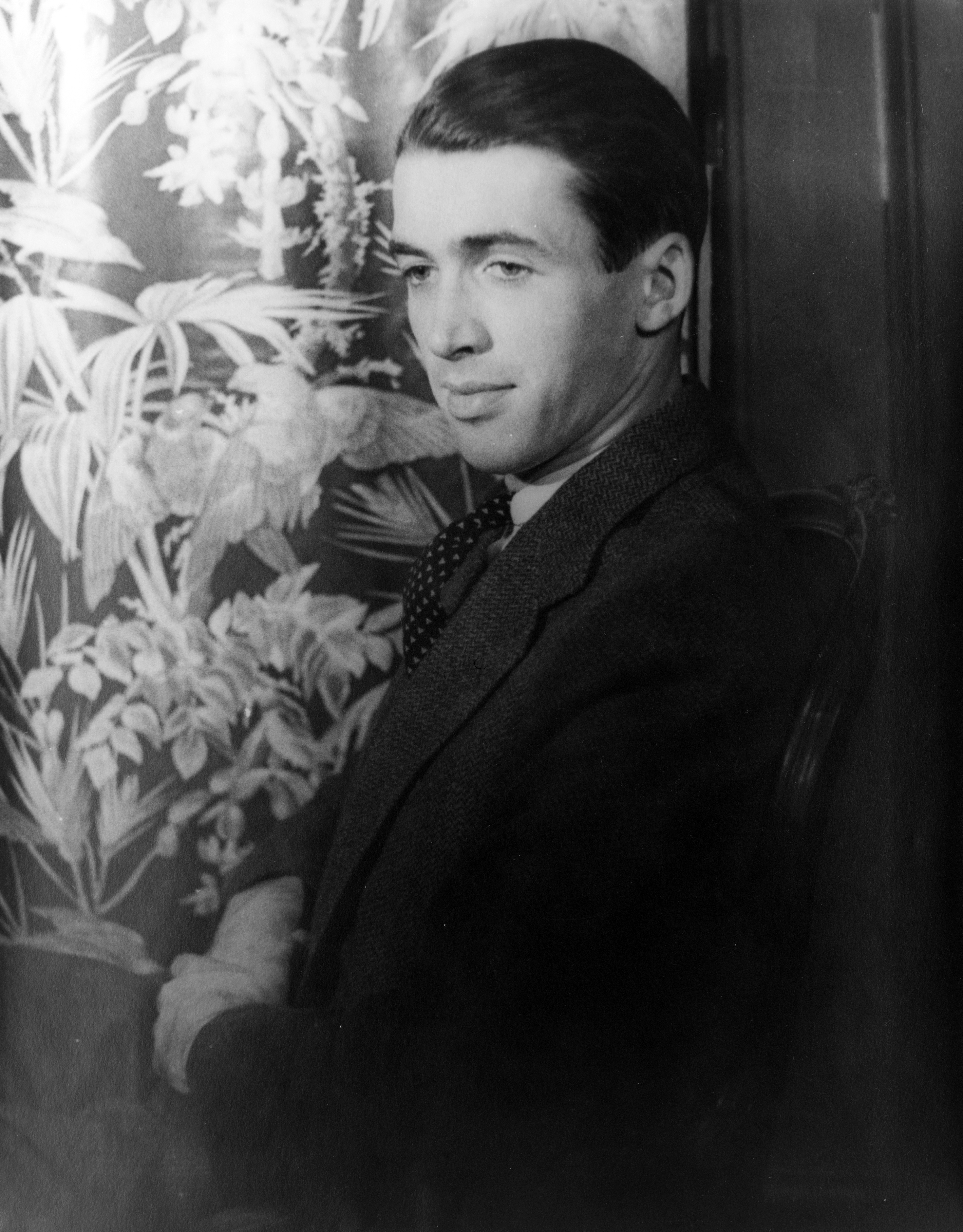
James Stewart, protagonista de la pel·lícula.

| Intèrpret          | Personatge                                 | Veu en català    |
| ------------------ | ------------------------------------------ | ---------------- |
| James Stewart      | detectiu John 'Scottie' Ferguson           | Ricky Coello     |
| Kim Novak          | Madeleine Elster / Judy Barton             | Teresa Manresa   |
| Barbara Bel Geddes | Marjorie 'Midge' Wood                      | Pilar Rubiella   |
| Tom Helmore        | Gavin Elster                               | Pep Torrents     |
| Henry Jones        | jutge d'instrucció                         | Jordi Vilaseca   |
| Raymond Bailey     | metge de Scottie                           | Jaume Villanueva |
| Ellen Corby        | encarregat de l'hotel McKittrick           | desconegut       |
| Konstantin Shayne  | Pop Leibel                                 | Fèlix Benito     |
| Lee Patrick        | Propietària del cotxe perdut per Madeleine | desconegut       |
| Paul Bryar         | Capità Hansen                              | Enric Arquimbau  |
| Molly Dodd         | Estilista                                  | Mar Roca         |
| Miliza Milo        | Modista                                    | Carme Abril      |

## Música
La partitura va ser escrita per Bernard Herrmann, dirigida per Muir Mathieson i gravada a Europa perquè hi va haver una vaga de músics als EUA.
En un número especial de 2004 de la revista britànica Sight & Sound, el director Martin Scorsese va descriure les qualitats de la famosa partitura de Herrmann:
| «                                | (anglès) Hitchcock's film is about obsession, which means that it's about circling back to the same moment, again and again ... And the music is also built around spirals and circles, fulfilment and despair. Herrmann really understood what Hitchcock was going for — he wanted to penetrate to the heart of obsession. | (català) La pel·lícula de Hitchcock tracta d'obsessió, cosa que vol dir que tornar en cercles al mateix moment, una vegada i una altra ... I la música també es construeix al voltant d'espirals i cercles, de compliment i de desesperació. Herrmann va comprendre realment el que estava buscant Hitchcock: volia penetrar fins al cor de l'obsessió. | » |
| — Martin Scorcese, Sight & Sound | | |   |

## Localitzacions
La pel·lícula està rodada a San Francisco, i inclou localitzacions com el Palau de la Legió d'Honor, la Missió Dolores, el Palau de les Belles Arts, Lombard Street, el Baltimore Hotel San Francisco, el pont Golden Gate, els Brocklebank Apartments i la Missió San Juan Bautista, així com també el Sequoia National Park.

## Premis i nominacions

### Premis
- Sant Jordi de Cinema a la millor fotografia per a Robert Burks[cal citació]
- Conquilla de Plata al millor director del Festival Internacional de Cinema de Sant Sebastià per a Alfred Hitchcock[5]
- Conquilla de Plata al millor actor del Festival Internacional de Cinema de Sant Sebastià per a James Stewart[5]
- Premi Zulueta del Festival Internacional de Cinema de Sant Sebastià per a James Stewart[cal citació]

### Nominacions
- Oscar a la millor direcció artística per a Henry Bumstead i Hal Pereira[5]
- Oscar al millor so per a George Dutton[5]

## Vertigeni la sexualitat

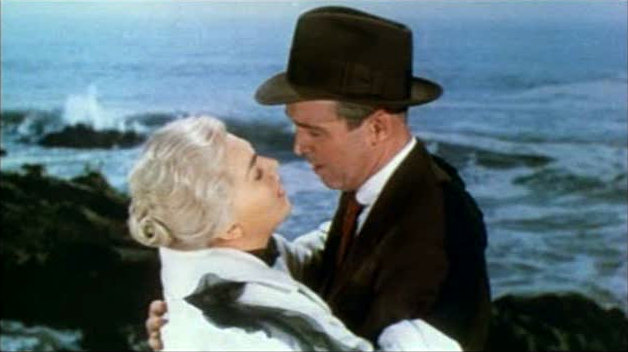
Kim Novak i James Stewart en una escena de la pel·lícula

A la novel·la de Boileau i Narcejac D'entre els morts, el protagonista és impotent sexual. Els autors detallen, amb tota claredat al primer capítol, que mai no ha conegut una dona encara que tingui més de trenta anys. En l'adaptació cinematogràfica, Hitchcock es diverteix multiplicant al·lusions a la sexualitat de Scottie. A la segona escena, en un diàleg llarguíssim al pis de Midge, fa anar un bastó sense saber què fer-ne mentre Midge parla del seu curt festeig, que es va interrompre perquè entre ells dos no va passar res. Apunta cap a un sostenidor, ja que la feina de Midge consisteix a fabricar llenceria, cosa que afegeix erotisme a l'escena. El bastó de Scottie és un substitut del seu sexe, insinuant que no sap què fer-ne en companyia d'una dona que el desitja carnalment. Midge li parla com un nen "you are a big boy now!" (ara ets un noi gran!). Al final de la llarga seqüència, Scottie tracta de lluitar contra el seu vertigen pujant a poc a poc dalt d'un escambell. Hitchcock ens ensenya, en un pla molt breu, dibuixos de dones al peu dels esglaons. Ens suggereix així un assaig d'erecció. Acaba en un fiasco caient Scottie als braços de la sempre insatisfeta Midge.
La ironia arriba al seu cim amb la utilització de la Torre Coit, molt famosa a San Francisco i l'erecció de la qual va ser finançada per Lili Hitchcock Coït (no té res a veure amb el director). La torre, obvi símbol fàl·lic, va ser dissenyada en forma de boca de reg perquè a Lili Coït li agradaven molt els bombers. Es veu constantment des de la finestra del pis de Scottie com per riure's de la seva falta de vigor sexual. Quan Madeleine, després del seu assaig de suïcidi ve a donar les gràcies a Scottie diu que va trobar casa seva gràcies a la torre. Scottie li contesta que és la primera vegada que li és útil per a alguna cosa. Poc després, en una escena, les ones que trenquen a la platja, se'ns suggereix fortament que van anar al llit junts. Scottie està llavors convençut que Madeleine és una reencarnació de Carlota (besàvia de Madeleine, objecte de la seva obsessió). Així doncs ha anat al llit amb una morta. Hitchcock en la seva entrevista amb François Truffaut parla de necrofília. És incapaç de fer l'amor amb una dona de carn i sang. Més tard tindrà una relació sexual amb Judy només després d'haver-la transformat en Madeleine. S'assembla llavors a pigmalió que es va enamorar de la seva obra d'art.

## Ús del "Dolly zoom"

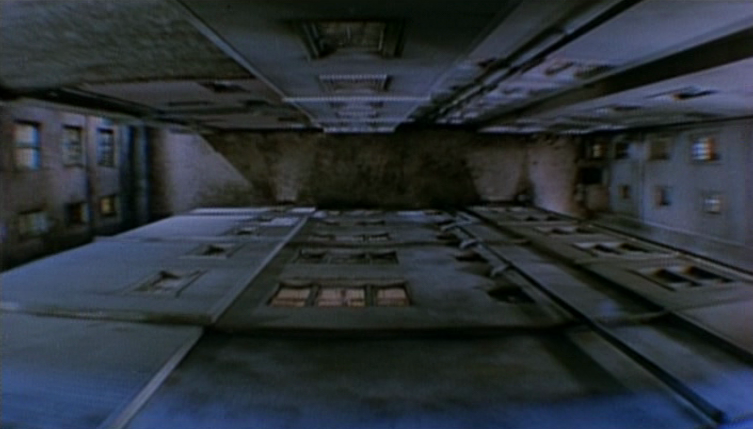
Escena gravada des de l'àtic d'un edifici on s'utilitza el Dolly zoom per tal de generar sensació de vertigen.

El Dolly Zoom o efecte vertigen va ser utilitzat per primer cop en un film en aquesta pel·lícula d'Alfred Hitchcock, qui volia fer-lo servir des del rodatge de Rebecca, però finalment va arribar amb la tècnica en aquest film amb l'ajuda del seu càmera Irmin Roberts. A partir d'aquí, Hitchcock ho utilitzarà en altres obres com Pscicosi, del 1960 i Marnie, del 1964. A més, Truffaut, gran admirador de Hitchcock es veurà influenciat i l'introduirà en pel·lícules seves. A partir d'aquí es democratitzarà amb l'ús de la tècnica per part de directors com Steven Spielberg, Scorsese, Hooper…
El Dolly zoom és una tècnica cinematogràfica consistent en moure la càmera mitjançant un travelling endavant o endarrere acompanyada d'una modificació de la distància focal de la lent mantenint el subjecte en el mateix enquadrament, produint així la sensació de que el subjecte es manté estàtic dins el pla mentre el fons s'acosta o s'allunya. En definitiva, s'aconsegueix una distorsió de la perspectiva durant aquest zoom.
Aquesta tècnica fou utilitzada en Vertigen per tal de produir la sensació que sent el protagonista, Scottie, el qual pateix vertigen. Aquest fet s'aconsegueix en escenes on hi ha altures com unes escales, un campanar o des de dalt d'un edifici.